# Veľká Lúka
Veľká Lúka é um município da Eslováquia, situado no distrito de Zvolen, na região de Banská Bystrica. Tem 8,53 km² de área e sua população em 2018 foi estimada em 768 habitantes.

## Demografia
| Ano:        | 1994 | 2004 | 2014    | 2024    |
| ----------- | ---- | ---- | ------- | ------- |
| Broj ljudi: | 0    | 429  | 587     | 868     |
| Razlika:    |      | –    | +36,82% | +47,87% |

| Ano:               | 2023 | 2024   |
| ------------------ | ---- | ------ |
| Número de pessoas: | 878  | 868    |
| Diferença:         |      | -1,13% |